# National Trust

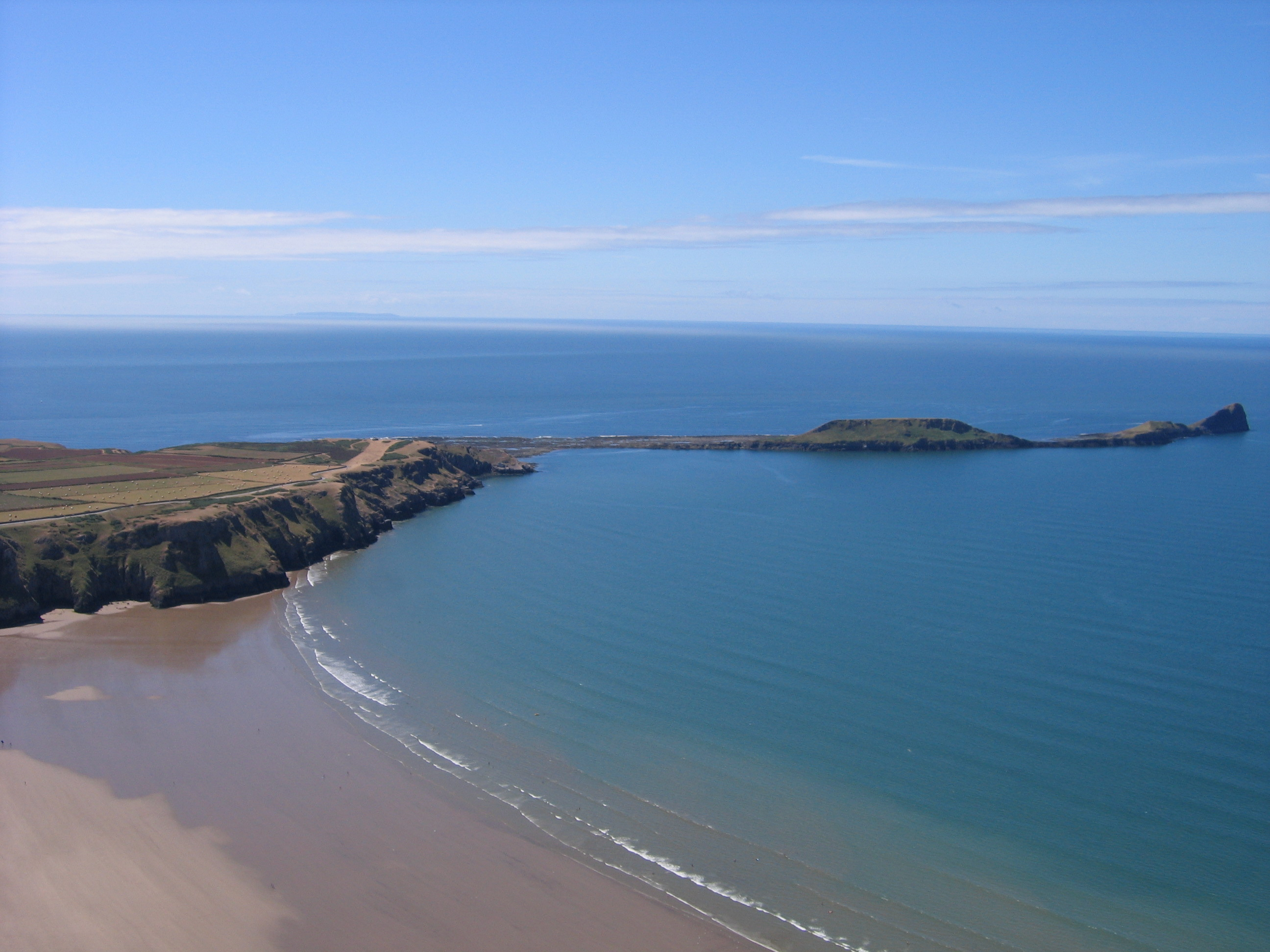
Bãi biển gần Rhossili

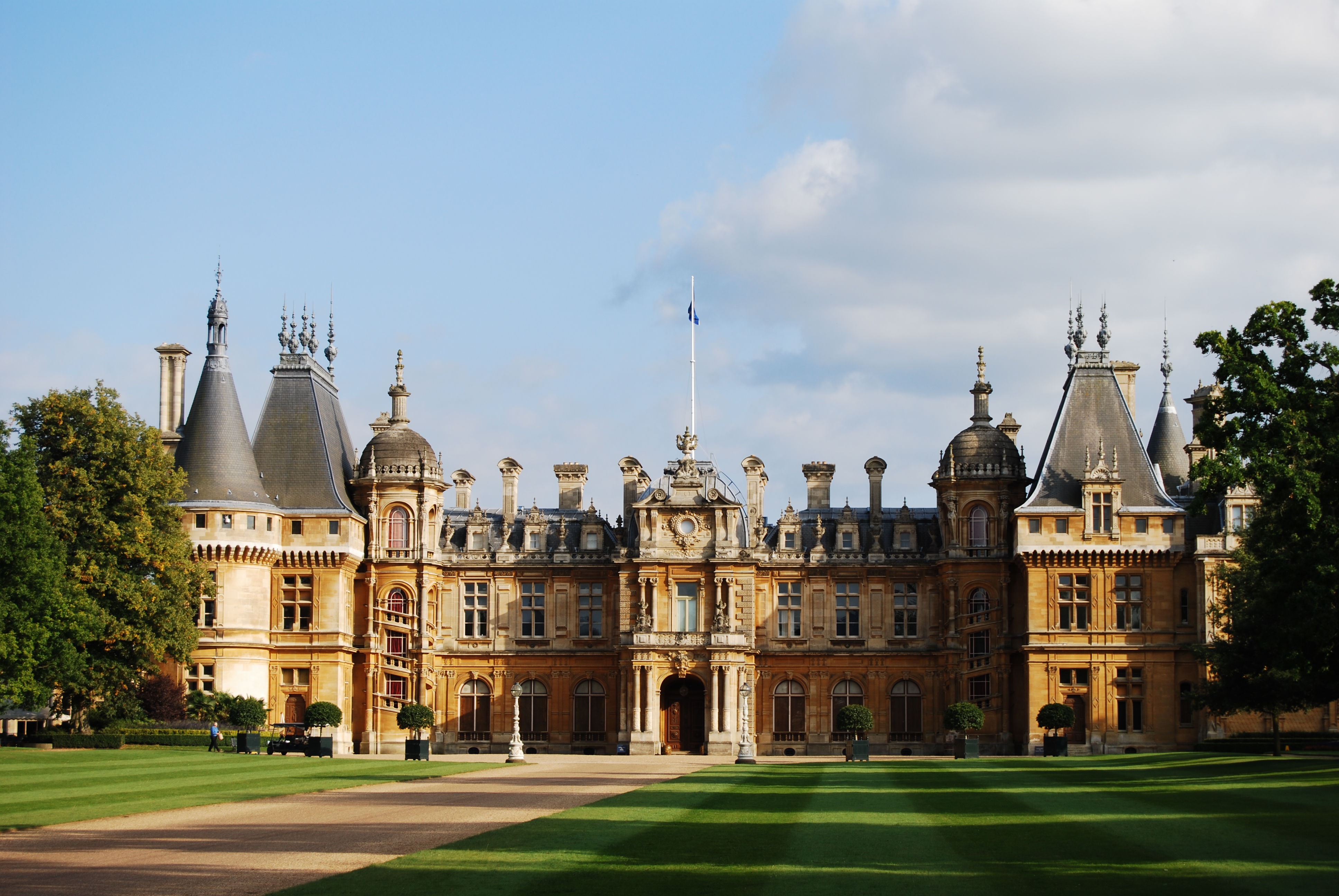
Waddesdon Manor ở Buckinghamshire

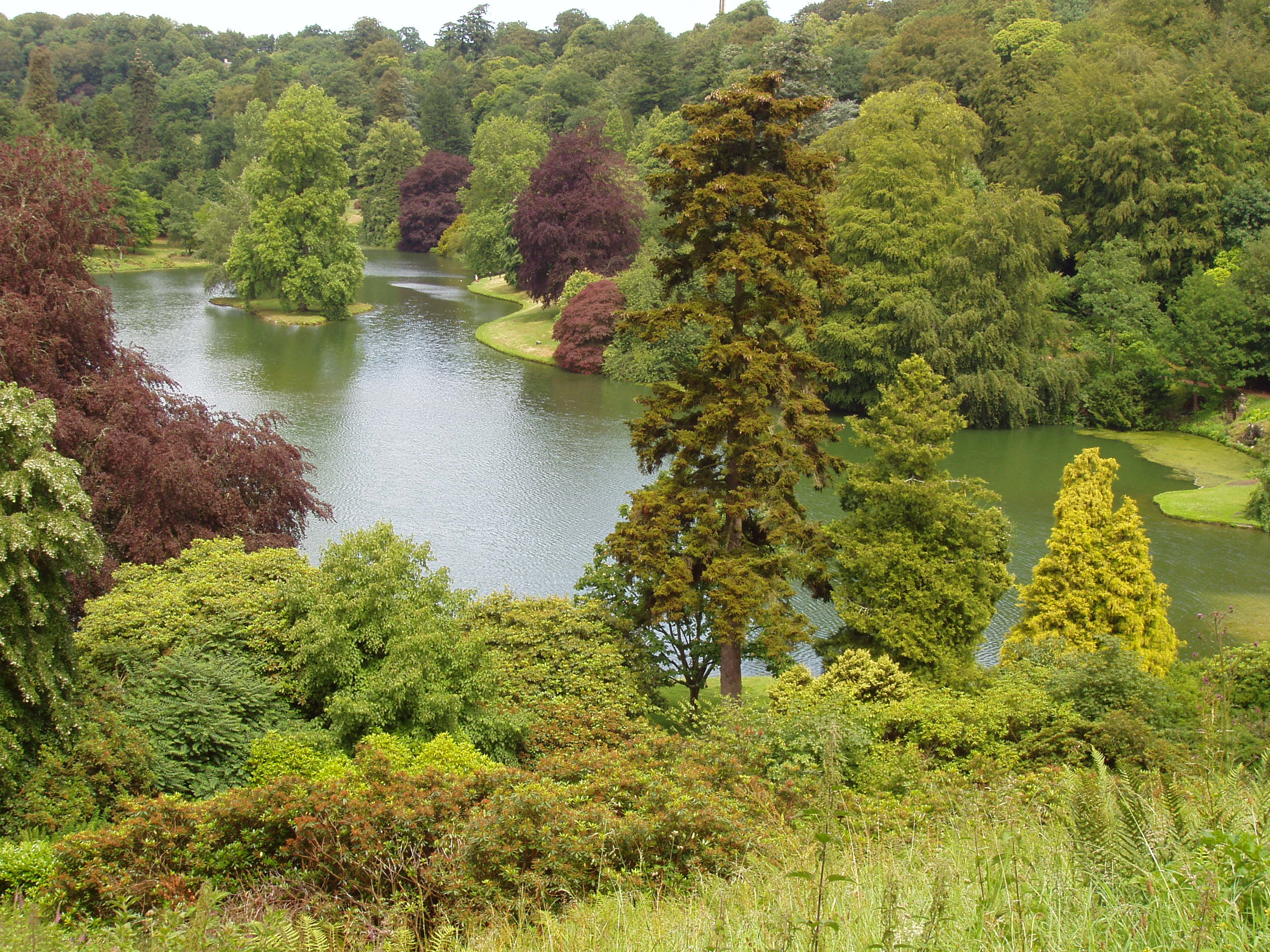
Vườn phong cảnh Stourhead

National Trust tên đầy đủ là National Trust for Places of Historic Interest or Natural Beauty (Tổ chức quốc gia cho những nơi có giá trị lịch sử hay vẻ đẹp thiên nhiên), là một tổ chức phi lợi nhuận, chăm sóc những kiến trúc được xem là di sản quốc gia và những khu vực thiên nhiên ở Anh, Wales và Bắc Ireland. Scotland có một tổ chức riêng cùng một mục đích, gọi là National Trust for Scotland. National Trust có 3,7 triệu hội viên, là một tổ chức lớn nhất châu Âu để bảo vệ văn hóa và thiên nhiên và cũng là một trong những tổ chức lớn nhất ở Vương quốc Anh. chủ tịch là hoàng tử Charles. Trụ sở chính là ở Swindon, Tây Nam Anh.